# Hard & Hot
Pour les articles homonymes, voir Greatest Hits.
Albums de Bon Jovi
New Jersey
(1988) Keep the Faith
(1992)
Hard & Hot est un album de compilation des grands succès du groupe américain Bon Jovi, sorti exclusivement en Australie en 1991. Le disque présente des morceaux des trois premiers albums du groupe et reste dans le top 100 australien pendant sept semaines en atteignant la 44e position. L'album comporte des morceaux des deux premiers albums du groupe, Bon Jovi et 7800° Fahrenheit.

## Liste des titres
1. Shot Through the Heart
2. Runaway
3. She Don't Know Me
4. Breakout
5. In and Out of Love
6. King of the Mountain
7. Tokyo Road
8. Always Run to You
9. (I Don't Wanna Fall) To the Fire
10. You Give Love a Bad Name
11. Livin' on a Prayer
12. Wanted Dead or Alive
13. I'd Die for You
14. Never Say Goodbye

## Personnel
- Jon Bon Jovi - chant, guitare acoustique
- Richie Sambora - guitare solo, chœurs
- Tico Torres - batterie, percussion
- David Bryan - claviers, chœurs
- Alec John Such - basse, chœurs